# Hello world

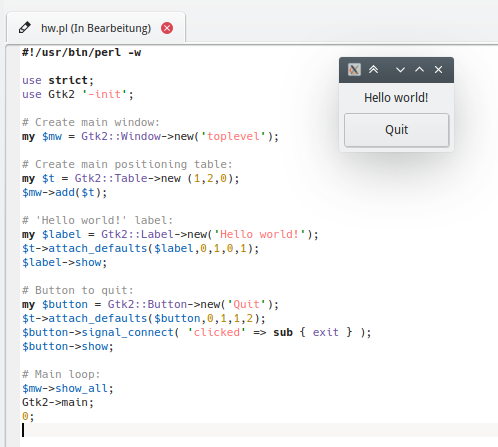
Hello world v Gtk2-Perl

„Hello, World!“ je malý počítačový program, který vypíše na výstupní zařízení (nejčastěji obrazovku) text „Hello, world!“. Používá se jako ukázka při výuce programování v určitém programovacím jazyce a mnoho studentů jej píše jako svůj první malý program.
Smyslem tohoto programu je především překonání prvotní bariéry. Uživatel musí být schopen „vytvořit text programu, úspěšně ho přeložit, sestavit a spustit, a potom zkontrolovat, zda vytvořil požadovaný výstup“, což pro začátečníka není malý výkon.

## Historie
Přestože pokusné programy existovaly dlouhou dobu od zavedení programovatelných počítačů, tradice použití fráze „Hello, world!“ jako pokusné zprávy byla inspirována příkladem v knize The C Programming Language, kterou napsali autoři tohoto programovacího jazyka Brian Kernighan a Dennis Ritchie. Příklad v této knize zobrazí text „hello, world“. Ukázka v tehdejší notaci jazyka:
```
main
()
 
{

        
printf
(
"hello, world"
);

}

```

První známý výskyt použití slov „hello, world“ v počítačové literatuře se však objevil již dříve roku 1972 v Kernighanově knize Tutorial Introduction to the Language B:
```
main( ) {
  extrn a, b, c;
  putchar(a); putchar(b); putchar(c); putchar('!*n');
}

a 'hell';
b 'o, w';
c 'orld';
```